# Pierino Ferioli
Pierino Ferioli (Solbiate Olona, 9 aprile 1905 – 8 luglio 1985) è stato un ciclista su strada italiano.
Professionista dal 1929 al 1932, prese parte a due edizioni del Giro d'Italia terminandole entrambe.

## Carriera
Fra i pochi risultati che si conoscono di questo atleta, che corse prevalentemente come individuale, salvo una breve parentesi alla Gloria, il terzo posto nell'ultima tappa del Giro d'Italia 1930, dietro a Michele Mara e Carlo Rovida, e un diciottesimo posto nel Giro di Lombardia del 1932.

## Piazzamenti

### Grandi Giri
- Giro d'Italia

1929: 33º
1930: 44º
- Tour de France

1931: ritirato (2ª tappa)

### Classiche monumento
- Milano-Sanremo

1930: 22º
- Giro di Lombardia

1932: 18º